# Bandiera della Namibia
La bandiera della Namibia è stata adottata il 21 marzo 1990.
I colori principali vennero presi dalla bandiera della Organizzazione Popolare dell'Africa del Sud-Ovest (South West African People's Organization), il principale movimento di liberazione. Tale bandiera venne adottata nel 1971 e comprendeva delle strisce orizzontali in blu, con sopra un sole giallo a 12 raggi che simboleggia la vita e l'energia del paese, rosso, delimitato dal blu e dal verde da due strisce bianche rappresentanti pace e unità, e verde, i colori più importanti degli Ovambo, il gruppo etnico più numeroso.

## Bandiere storiche

Bandiera dell'Africa Tedesca del Sud-Ovest (1884-1915)
Bandiera proposta, ma mai implementata, per l'Africa Tedesca del Sud-Ovest nel 1914
Bandiera proposta, ma mai implementata, per l'Africa Tedesca del Sud-Ovest nel 1914
Bandiera dell'Africa del Sud-ovest (1915-1919)
Bandiera dell'Africa del Sud-ovest, (1915-1928)
Bandiera del Sudafrica, usata nell'Africa del Sud-Ovest (1928-1994)

Bandiera dell'Organizzazione Popolare dell'Africa del Sud-Ovest (1960-), i cui colori hanno ispirato quelli dell'attuale bandiera